# Revue 303
 (août 2013).
Si vous disposez d'ouvrages ou d'articles de référence ou si vous connaissez des sites web de qualité traitant du thème abordé ici, merci de compléter l'article en donnant les références utiles à sa vérifiabilité et en les liant à la section « Notes et références ».
La Revue 303, autrement intitulée 303 « arts, recherches, créations », est une revue culturelle trimestrielle créée en 1984, présentant la diversité patrimoniale et la créativité artistique de la région des pays de la Loire. Sa dénomination est le résultat de l'addition des cinq numéros départementaux qui composent la région ligérienne : 44 (Loire-Atlantique) + 49 (Maine-et-Loire) + 53 (Mayenne) + 72 (Sarthe) + 85 (Vendée) = 303.

## Revue 303
À ce jour, la revue a publié plus de 130 numéros, tous ayant trait à des domaines divers et variés : architecture, art plastique, littérature ou musique pour ce qui est de la création contemporaine ; les paysages ligériens, les édifices remarquables ou les particularités régionales pour ce qui est de la mise en valeur du patrimoine. Chaque numéro de la revue est consacré à une thématique centrale (Julien Gracq, La Folle Journée, l'Abbaye de Fontevraud, la Loire…), celle-ci étant présentée par des écrivains, journalistes, chercheurs ou professionnels connus et reconnus.

## L'association « 303 Arts, Recherches et Créations »
Cette association, fondée par Jacques Cailleteau Conservateur général du patrimoine des Pays de la Loire, s'attèle, depuis sa création en 1984, à promouvoir la diversité patrimoniale de la région ligérienne ainsi que la création contemporaine.
Outre la revue 303 « arts, recherches, créations », financée par le Conseil régional des Pays de la Loire, l'association dispose une maison d’édition et de diffusion sur le patrimoine régional et la création contemporaine, les Éditions 303, afin de remplir sa mission.

## Les Éditions 303
Les Éditions 303 sont quant à elles dépositaires d'un fonds complet d'une cinquantaine de publications, incontournables pour une connaissance exhaustive et approfondie du patrimoine ancien ou contemporain de la région Pays de la Loire (la Cathédrale de Nantes, la Tenture de l'Apocalypse d'Angers, les retables de la Mayenne...). Ces publications sont issues du service du Patrimoine et de l'Inventaire des Pays de la Loire, ce qui atteste de la richesse de ces ouvrages, réalisés par des chercheurs expérimentés et experts en leur domaine. Ces publications sont répertoriées en trois catégories distinctes : "Images du Patrimoine", "Itinéraires du Patrimoine" et "Cahiers du Patrimoine".

## Identité visuelle
Le logo est une réalisation de Philippe Apeloig.[réf. nécessaire]

## Distinctions
Pour la qualité de son travail éditorial, la revue a reçu :
- En 1991, le prix Vasari, prix international de la revue d'art ;
- En 1999, le prix Caméra, prix Unesco et CNRS.

## Partenariats
- Conseil régional des Pays de la Loire
- Ministère de la Culture
- Direction régionale des Affaires culturelles des Pays de la Loire
- Ville de Nantes
- Ville de Guérande
- Ville de Mayenne
- Ville des Sables-d'Olonne
- Ville de Fontenay-le-Comte